# メタカラコウ属
メタカラコウ属（メタカラコウぞく、学名：Ligularia）はキク科の属の1つ。

## 特徴
多年草。ロゼット状の長い葉柄を持った根出葉が発達し、開花時にも残っている。葉の形は、円心形、腎形、卵状長楕円形などで、葉柄の基部は完全に茎をとり巻いて短い鞘をつくる。頭花は大きく、多数つけ、黄色の雌性の舌状花と両性の筒状花で構成され、いずれも種子ができる。総苞は筒状または鐘状。痩果は円柱形で、冠毛の毛はふつう長いが短いのもある。
日本、ヒマラヤ東部、中国、朝鮮半島、シベリア東部などに分布し、約80種ある。

## 日本の種
- ヤマタバコ Ligularia angusta (Nakai) Kitam.
- ミチノクヤマタバコ Ligularia fauriei (Franch.) Koidz.
- オタカラコウ Ligularia fischeri (Ledeb.) Turcz.
- メタカラコウ Ligularia stenocephala (Maxim.) Matsum. et Koidz.
- ハンカイソウ Ligularia japonica Less.
- マルバダケブキ Ligularia dentata (A.Gray) H.Hara
- トウゲブキ（エゾタカラコウ） Ligularia hodgsonii Hook.f.
- カイタカラコウ Ligularia kaialpina Kitam.

## 画像
- ミチノクヤマタバコ
- オタカラコウ
- メタカラコウ
- ハンカイソウ
- マルバダケブキ
- トウゲブキ